# Тулковиці (Свентокшиське воєводство)
Тулковиці (пол. Tułkowice) — село в Польщі, у гміні Вільчиці Сандомирського повіту Свентокшиського воєводства.
Населення — 147 осіб (2011).
У 1975-1998 роках село належало до Тарнобжезького воєводства.

## Демографія
Демографічна структура на день 31 березня 2011 року:
|          | Загалом | Допрацездатний вік | Працездатний вік | Постпрацездатний вік |
| -------- | ------- | ------------------ | ---------------- | -------------------- |
| Чоловіки | 74      | 17                 | 46               | 11                   |
| Жінки    | 73      | 16                 | 36               | 21                   |
| Разом    | 147     | 33                 | 82               | 32                   |